# Блок-люкс

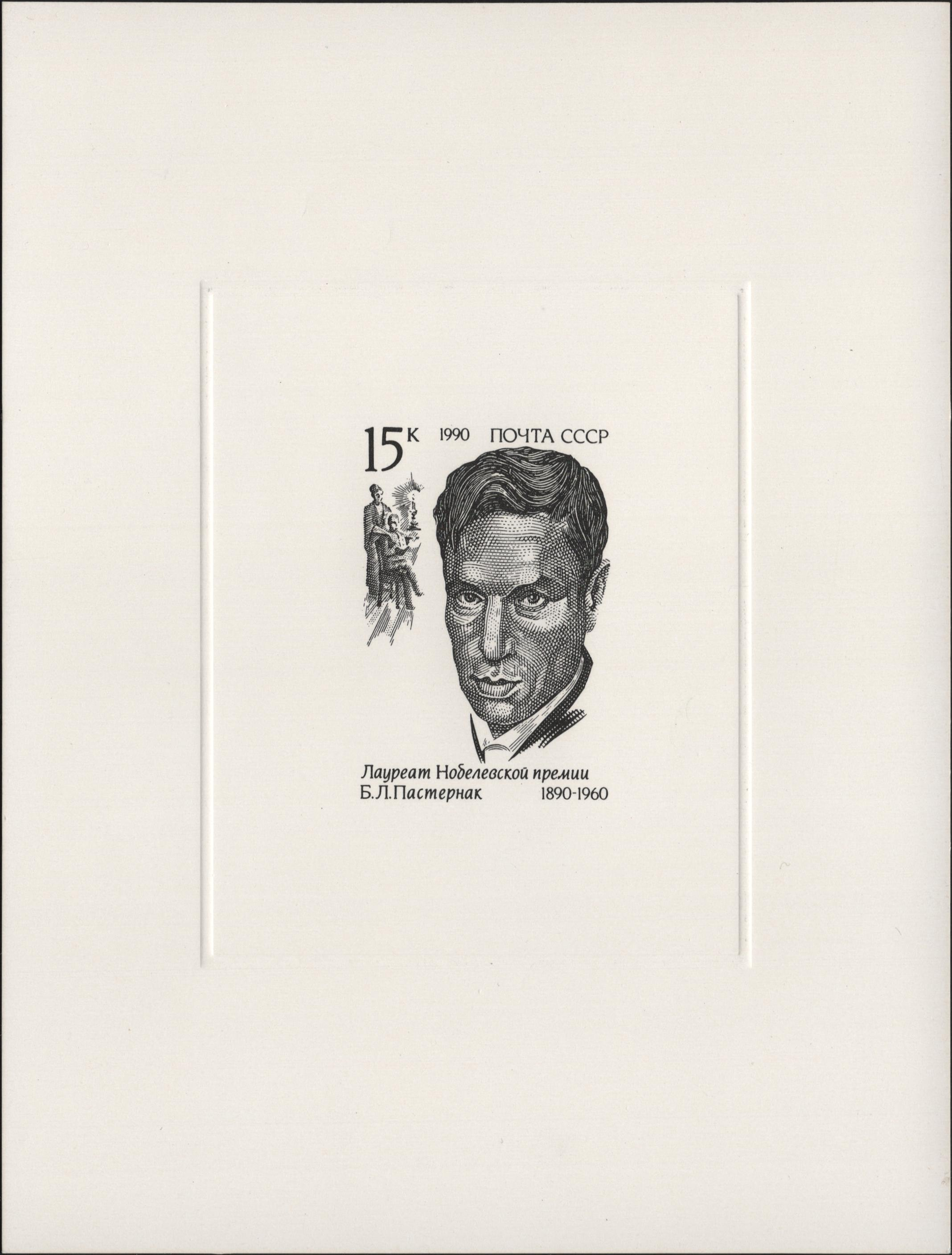
Блок-люкс с лауреатом Нобелевской премии по литературе Б. Л. Пастернаком. СССР, 1990

Блок-люкс (иногда проба-люкс) (фр. épreuve de luxe, англ. luxury proof) — специальный оттиск одной или нескольких марок (почтовой или непочтовой), отпечатанный с оригинального клише в особом исполнении на отдельном листе высококачественной бумаги или картона по центру без перфорации в оригинальных цветах.
Блок-люкс отличается от пробы и эссе, выпускаемых до официальной печати марки, тем, что печатается вместе с маркой или даже после неё с официальных типографских клише, как образец или чернодрук.
Блок-люкс бывает трёх видов.
- Блок-люкс, выпущенный официально для продажи достаточно большим тиражом; может быть указан в каталогах с рыночной стоимостью[3].
- Министерский блок-люкс, выпущенный официально небольшим тиражом для вручения высокопоставленным лицам (министрам, дипломатам, почтовой администрации) в качестве подарка, а также для награждения участников филателистических выставок; в каталогах не указывается[1][4].
- Блок-люкс — фальсификат, выпущенный неофициально частным образом.

## Первые блоки-люкс
Первые блоки-люкс были выпущены во Франции французской почтовой администрацией в 1923 году со стандартными марками типа «Пастер» как министерские (в каталогах не указаны). Каждый блок-люкс состоит из оттиска одной или всех трёх марок 1923 года, выполненного в цветах выпущенной марки без перфорации, напечатанных по центру на листе бумаги размером примерно 4,5 на 3,25 дюйма (тиражом 100 экземпляров). Эти листы официально распространялись среди высокопоставленных членов государства и должностных лиц почтовой администрации. Эти блоки-люкс показаны ниже.

Первые люкс-блоки с тремя марками 1923 года, Франция
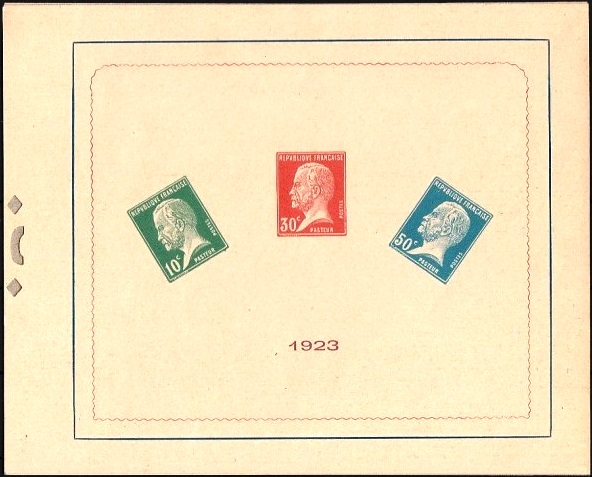
Три марки на одном блоке
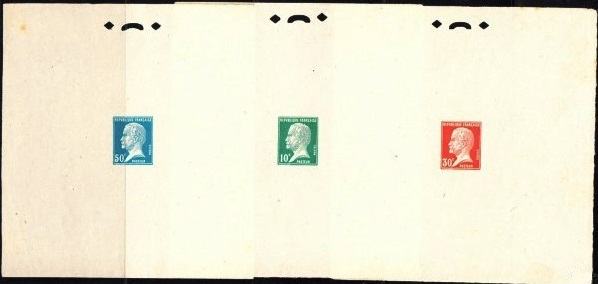
По одной марке на блоке

## Советский Союз
Возможно, единственный официальный блок-люкс Советского Союза был выпущен с почтовой маркой 1990 года, на которой изображён портрет русского советского поэта, писателя и переводчика Б. Л. Пастернака. Оценки этого блока-люкс в русских каталогах почтовых марок различны: от признания как официального выпуска (тиражом 80 тыс. экземпляров) до игнорирования как фальсификата (так же в заграничных каталогах). Сбалансированная оценка сформулирована так: «официально неподтверждённый выпуск».  Этот блок-люкс показан в начале статьи. В русских каталогах упоминаются также «экземпляры, изготовленные методом металлографии», или фальсификаты (металлография).
Известен неофициальный частный выпуск 2004 года блоков-люкс с марками серии 1991 года «Лауреаты Нобелевской премии». Эти блоки-люкс показаны ниже.

Люкс-блоки с тремя марками 1991 года с лауреатами Нобелевской премии, СССР
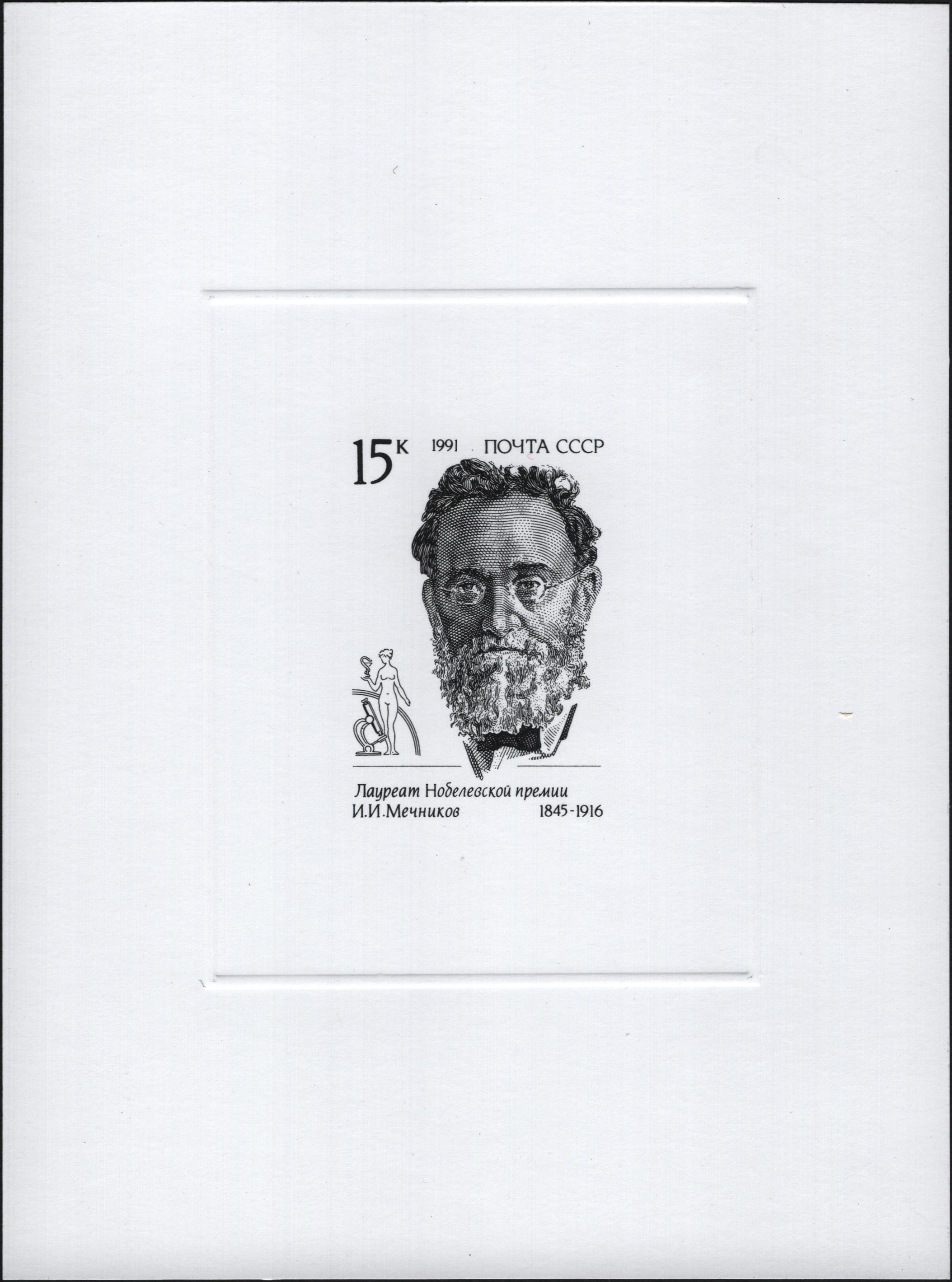
Лауреат Нобелевской премии по физиологии или медицине за 1908 год И. И. Мечников
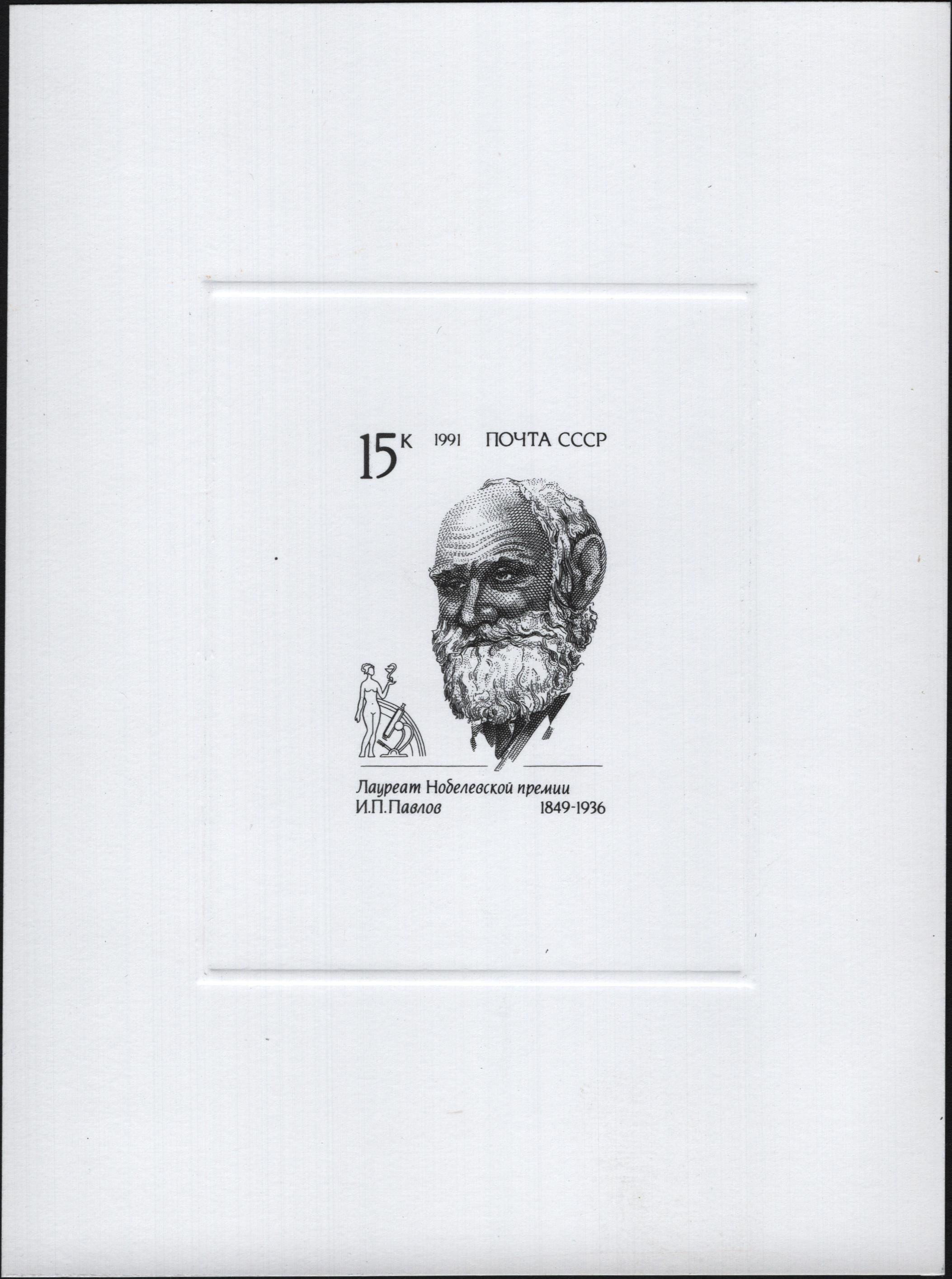
Лауреат Нобелевской премии по физиологии или медицине за 1904 год И. П. Павлов
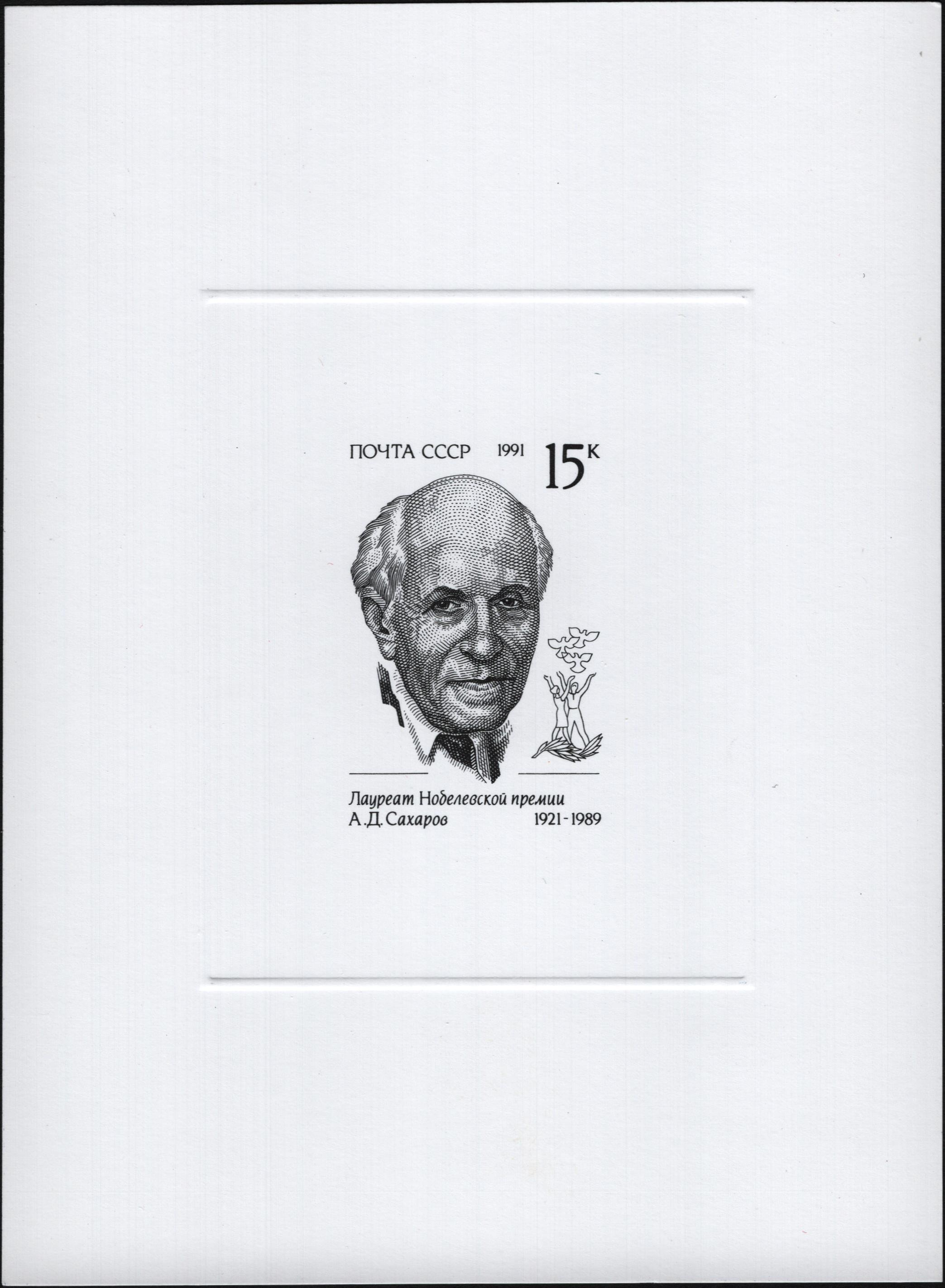
Лауреат Нобелевской премии мира за 1975 год А. Д. Сахаров